# RhB Ge 6/6 II (701-707)
De Ge 6/6 II is een elektrische locomotief van de Rhätische Bahn (RhB).

## Geschiedenis
Deze locomotieven werden in de jaren 1950 door Schweizerische Lokomotiv- und Maschinenfabrik (SLM), Maschinenfabrik Oerlikon (MFO) en Brown, Boveri & Cie (BBC) ontwikkeld en gebouwd voor de Rhätische Bahn (RhB) als Ge 6/6 II.
In de jaren vijftig nam het verkeer op de RhB-lijnen gestaag toe. Om deze reden was de RhB op zoek naar nieuwe locomotieven met veel vermogen. In 1958 leverden SLM, BBC en MFO twee zes-assige locomotieven van het type Ge 6/6 II met de nummers 701 en 702. Beide locomotieven voerden hun dienst uit tot volle tevredenheid van de RhB en dus kwamen er in 1965 nog vijf locomotieven van hetzelfde type bij. Deze locomotieven kregen de nummers 703 - 707. Opvallend is de scharnierverbinding in het midden. Deze kan echter alleen verticaal worden bewogen. Daarom wordt deze locomotief niet tot het type gelede locomotieven gerekend. De locomotief heeft drie twee-assige draaistellen. Bij de eerste twee locomotieven werden vervolgens de overgangsdeuren aan de voorkant dichtgelast Ruim 20 jaar later kregen ze dezelfde voorkant als de later geleverde locomotieven 703 - 707. Alle zeven locomotieven dragen namen en wapenschilden. De 701, de Raetia is vernoemd naar de allereerste stoomlocomotief van de RhB. De anderen dragen de naam van een RhB halteplaats in het kanton Graubünden. 
Na de voltooiing van de bouw van een elektriciteitscentrale, waarbij deze locomotieven de zware cementtransporten voor hun rekening namen, namen ze de hoofdtaak van het sneltreinverkeer over op de Albula-lijn tussen Chur en Sankt Moritz. Na de oplevering van de Ge 4/4 II locomotieven werden de Ge 6/6 II min of meer weer uit deze dienstregeling gehaald. Ze worden nu voornamelijk nog ingezet in het zware goederenvervoer. Zo nu en dan worden zo ze nog wel ingezet voor passagierstreinen. 
Bij de aflevering werden alle zeven locomotieven in het klassieke dennengroen geschilderd. Inmiddels hebben ze allemaal het rode kleurenschema dat gebruikelijk is op de RhB. Sinds 1998 is de hele serie uitgerust met eenarmige stroomafnemers. Ter gelegenheid van revisies kregen de 701, 703, 705 en 707 locomotieven een opgefrist en rechthoekig koplicht. Ook kregen de locomotieven het wapen van Graubünden op de voor en achterzijde, zoals bij bijna alle RhB locomotieven. Locomotief 702 was enige tijd buiten dienst, maar werd later weer in gebruik genomen.

## Constructie en techniek
De locomotieven zijn opgebouwd met een stalen frame.

### Aanpassingen
De oudste twee locomotieven waren voor en achter uitgerust met een deur in het midden. Deze deuren werden in 1968/69 dichtgelast. Eind jaren 1980 kregen ze voor en achter twee ruiten gelijk aan de andere vijf locomotieven. Vanaf 1985 kregen alle locs voortaan een rode kleur in plaats van groen. In 1998 werd de pantograaf vervangen door een eenheidspantograaf.

### Namen
De Rhätische Bahn (RhB) hebben de volgende namen op de locomotieven geplaatst:
| Lijst van de Ge 6/6 II |                          |           |               |                                     |
| Nummer                 | Naam                     | In dienst | Buiten dienst | Opmerkingen                         |
| 701                    | Raetia                   | 1958      | 2020          | werd op 10 februari 2021 gesloopt   |
| 702                    | Curia                    | 1958      |               | was tijdelijk buiten dienst gesteld |
| 703                    | Sankt Moritz             | 1965      | 06/2022       |                                     |
| 704                    | Davos                    | 1965      |               |                                     |
| 705                    | Pontresina/Puntraschigna | 1965      |               |                                     |
| 706                    | Disentis/Mustér          | 1965      |               |                                     |
| 707                    | Scuol                    | 1965      |               | tot 1971 Scuol - Tarasp             |

## Treindiensten
De locomotieven worden door de Rhätische Bahn (RhB) ingezet op de trajecten:
- Chur – Sankt Moritz / Pontresina
- Chur – Disentis/Mustér
- Chur – Davos
- Davos – Filisur
- Bever – Scuol-Tarasp

## Foto's

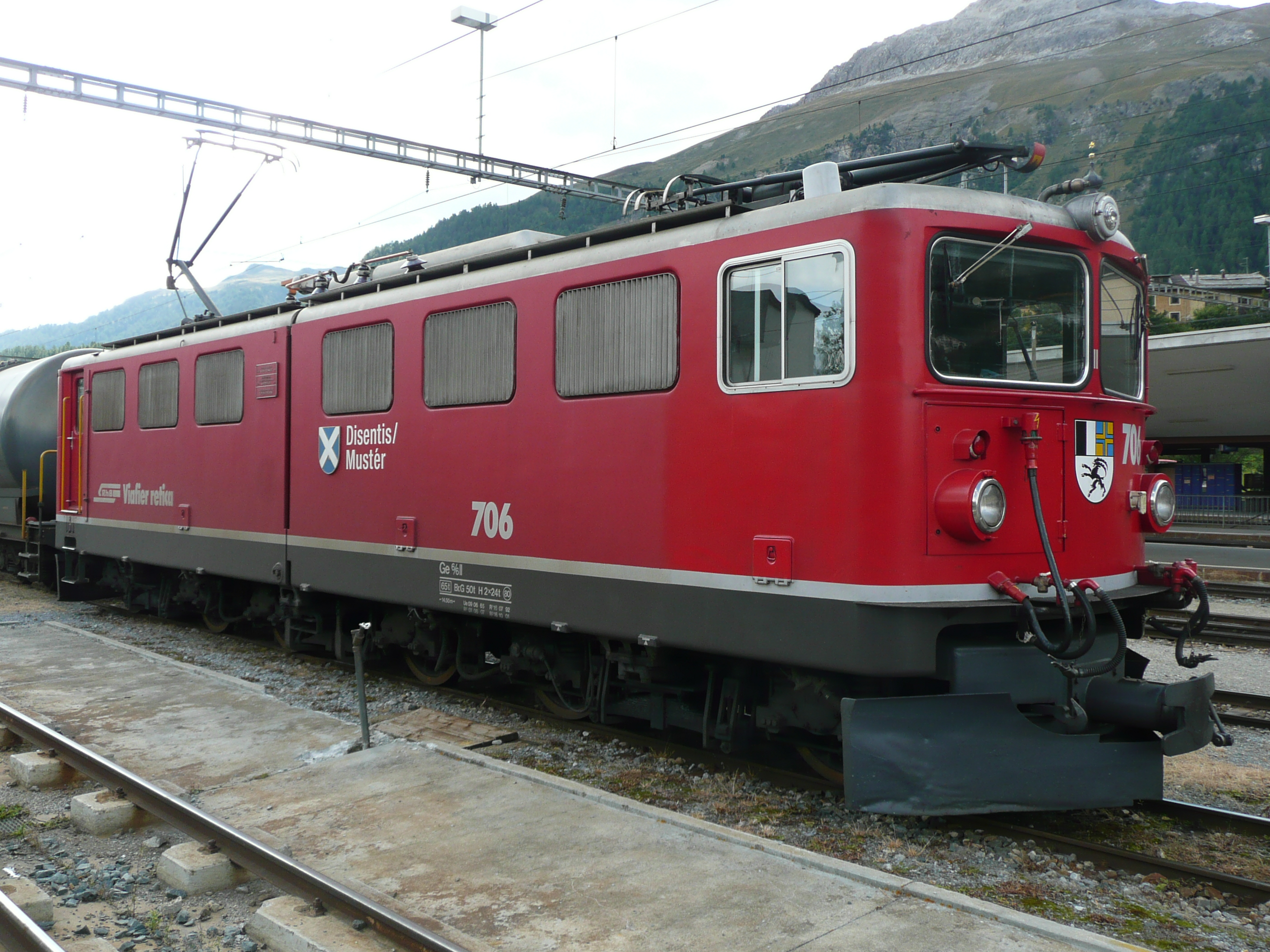
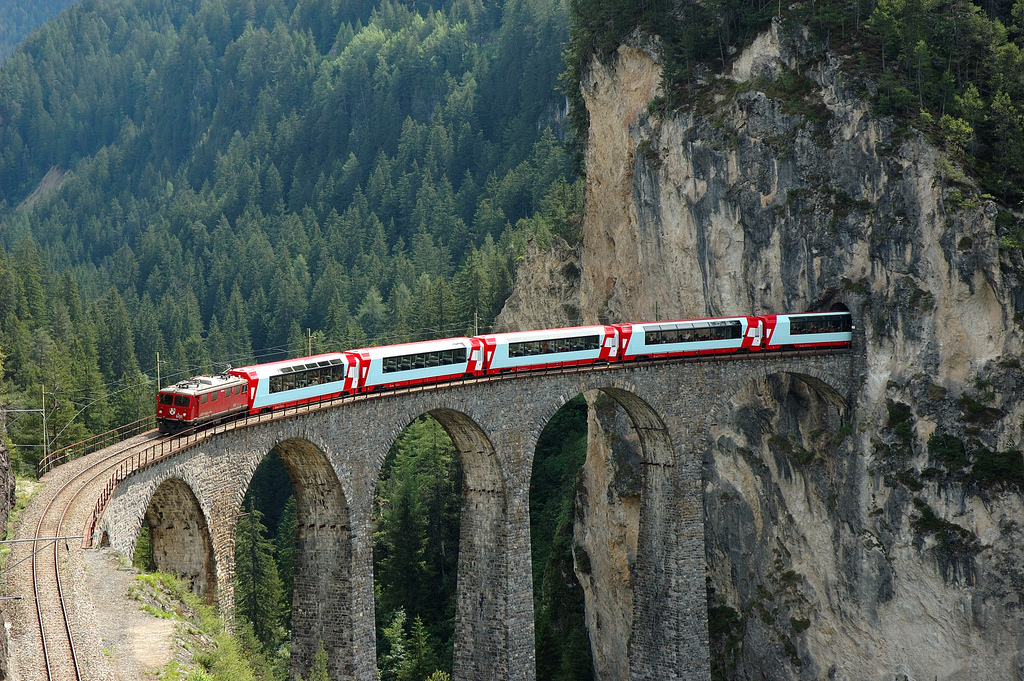
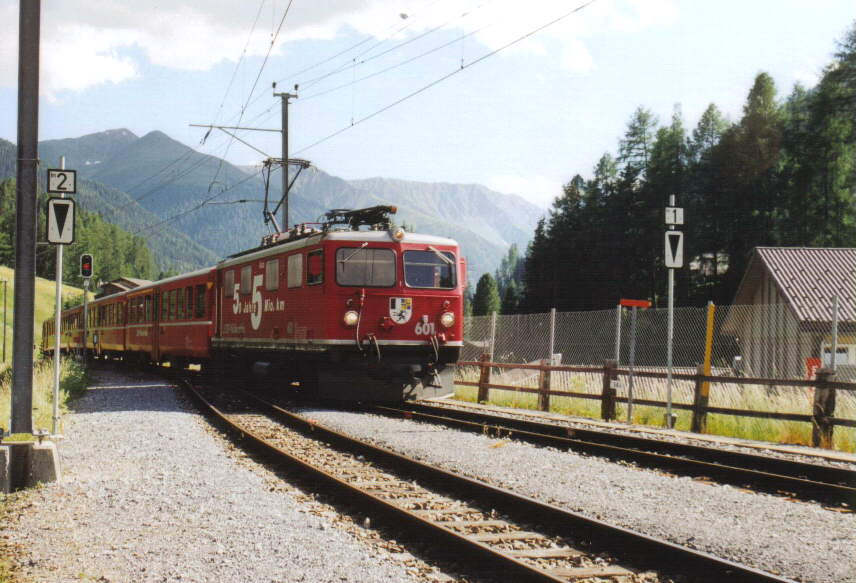
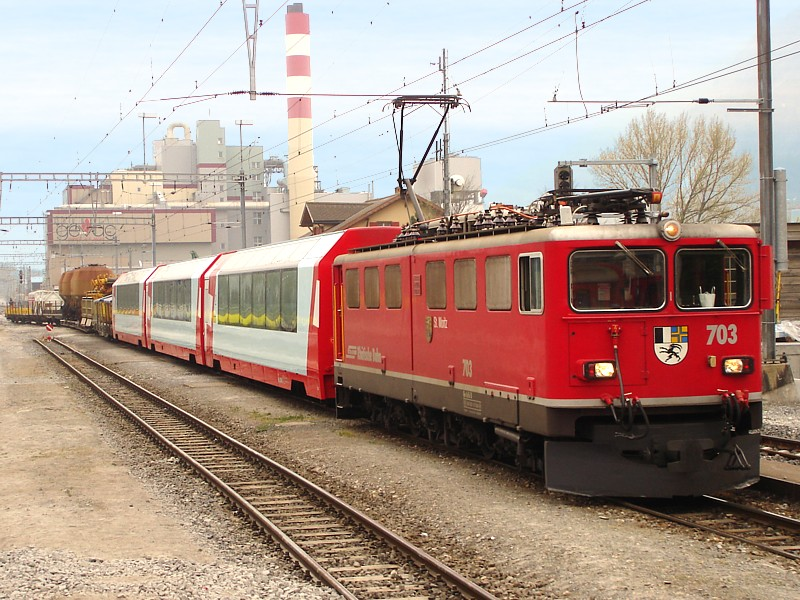